# 約束してくれないか、父さん: 希望、苦難、そして決意の日々

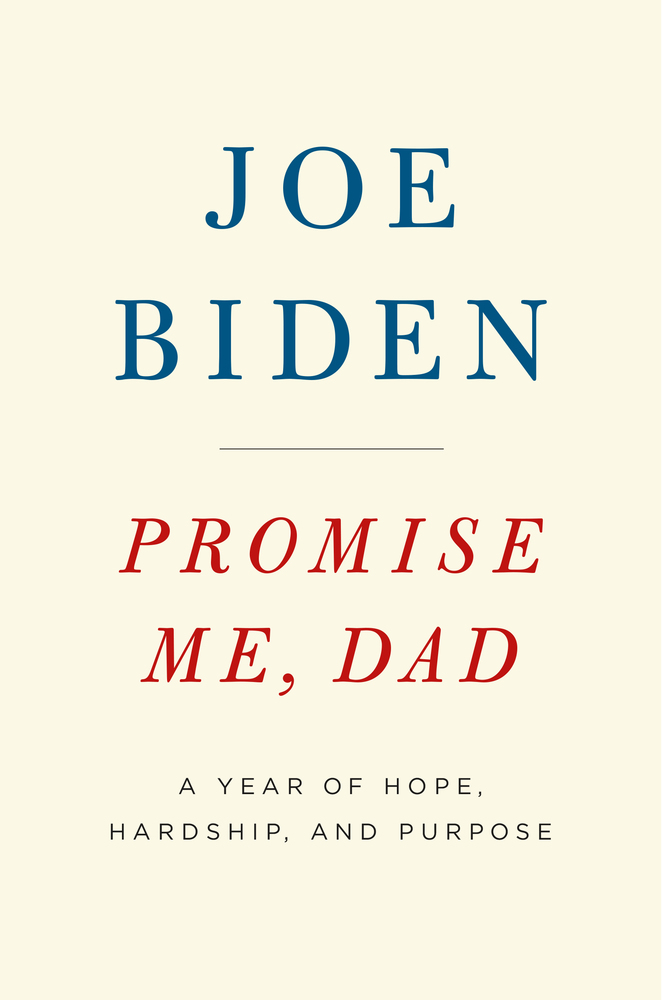
Promise Me, Dad（英語版）の初版表紙

『約束してくれないか、父さん: 希望、苦難、そして決意の日々』（Promise Me, Dad: A Year of Hope, Hardship, and Purpose）は、第47代アメリカ合衆国副大統領・第46代大統領のジョー・バイデンによる2017年の回想録である。アメリカ合衆国ではフラットアイアン・ブックスより出版された。日本語訳は2021年9月2日に早川書房より出版された。

## 内容
バイデンは長男のボーを脳腫瘍で亡くし、それが自身とその家族に与えた影響について語っている。彼は亡き息子を「私のよいところをすべて兼ね備えつつ、バグや欠点は巧みに除去されていた」と評している。バイデンはまた息子の死が自身の政治活動に与えた影響についても語り、2016年の大統領選に出馬しなかったのはその悲しみを処理しきれていなかったことが大きな理由であったことを明かしている。彼はさらにヒラリー・クリントンが大統領選に参戦し、オバマ大統領がバイデンに予備選での彼女の支持を薄めないようにと暗に希望していたことから出馬を断念した。
この本のタイトルはバイデンが末期癌のボーと交わした会話から着想を得ている。自身の死を受け入れようとしていたボーは父に「何があっても大丈夫」だと告げ、そして同じ事を約束して欲しいと頼んだ。

## 評価
『ヴァニティ・フェア』誌は本書を「著者の生来の陽気さと抑えきれないほどの率直さのおかげで、さわやかで、しばしば高揚感のある読み物となっている」と評した。